# Miss Internacional
O Miss International Beauty Pageant ou somente Miss International (também conhecido no Brasil como Miss Beleza Internacional) é o terceiro mais tradicional e reconhecido concurso de beleza internacional feminino do mundo, atrás somente do Miss Mundo (criado em 1951) e do Miss Universo (em 1952). Fundado em 1960, o concurso foi vendido no início dos anos 1970 para a "Associação Cultural do Japão" e passou a integrar o calendário cultural do país.
"Desde então, tem desenvolvido um amplo leque de intercâmbios, sob o lema 'o correto entendimento do Japão pela comunidade internacional' e 'o alcance da paz mundial através da compreensão mútua', escreve a organização em seu website, afirmando também que o concurso "tem desempenhado um papel importante na publicidade turística do Japão ao ampliar o círculo de atividades de boa-vontade das representantes de cada país".
O atual lema do concurso é "Torça por todas as mulheres" (em inglês: Cheer All Women) e o recorde de países participantes é de 83, no concurso de 2019. Sob o lema "Cultivando um único movimento de amor" (em inglês: Cultivate One Love Movement), o concurso apoia uma iniciativa da Associação Cultural Internacional, que tem por objetivo a "boa-vontade e a paz mundial". A iniciativa arrecada fundos para a UNICEF Japão, em favor de pessoas desfavorecidas, com problemas físicos e mentais, bem como para crianças desprivilegiadas de todo mundo.
A MIO chama as vencedoras de "embaixadoras da beleza da boa-vontade".

## História
O Miss Internacional foi realizado pela primeira vez em 1960, como um evento da cidade de Long Beach, Califórnia, que havia deixado de ser sede do Miss Universo, concurso transferido para Miami Beach.
Ele não foi realizado duas vezes na história, em 1966 e 2020, e passou às mãos da Japan Beauty Congress Association entre 1969 e 1970.

### Fatos históricos[2][3]
- Em 1964, uma Miss Filipinas (Gemma Cruz)  venceu o concurso pela primeira vez;
- Em 1967, Ingrid Finger se tornou a miss com o maior tempo de reinado. Ela reinou por mais de 20 meses, uma vez que não houve uma edição Miss Internacional 1966;
- Em 1968 o concurso foi realizado pela primeira vez no Japão;
- Em 1970, quando aconteceu durante o Osaka World Expo, uma Miss Japão recebeu um título pela primeira vez, ao terminar em 4.º lugar;
- Em 1971, o concurso foi realizado novamente, uma única vez, em Long Beach;
- Em 1984 foi criada da Associação Cultural Internacional, com o objetivo de " nutrir uma alma amante da natureza e da paz, acima das diferenças de língua e raça, através do amor e da bondade das mulheres";[4]
- Em 1985, uma Miss Venezuela (Nina Sicilia) venceu o concurso pela primeira vez;
- Em 2004, o concurso foi realizado pela primeira vez fora do Japão desde 1971, quando a China sediou o concurso - e voltaria a fazê-lo em 2006 e entre 2008 (Macau) e 2011;
- Em 2004, pela primeira vez na história, a vencedora do concurso foi uma miss afrodescendente (Paola Vargas);
- Em 2012, uma Miss Japão venceu o concurso pela primeira vez;
- Em 2013, pouco antes de coroar sua sucessora, a Miss Internacional 2012, Ikumi Yoshimatsu, denunciou estar sendo perseguida por um stalker, Genichi Taniguchi, dono de uma agência de talentos. Devido a isto, ela não coroou sua sucessora;[5]
- Em 2018, com a vitória da Miss Venezuela, Mariem Velazco, as Américas passaram a ser o continente com mais títulos, com 25 vencedoras;
- Em 2018 também, com a coroação de Mariem Velazco, a Venezuela passou a ser o país com mais títulos, mais especificamente com oito (08);
- Em 2020, o concurso não foi realizado pela segunda vez na história - devido a pandemia de COVID-19;[6]
- Em 2021, Sireethorn Leeramwat, a tailandesa eleita em 2019, se tornou a miss de reinado mais longo da história, uma vez que a edição de 2020 não aconteceu devido a pandemia de COVID-19, tendo ela ocupado o cargo por cerca de 24 meses.

### Fundação Miss Internacional
A Fundação Miss Internacional (Miss International Fund) doa dinheiro para pessoas com deficiência e crianças carentes em todo o mundo, por meio do Unicef e de outras instituições de caridade.

## Histórico

### Vencedoras
Abaixo estão apenas as cinco últimas vencedoras do concurso:
| Edição | Ano  | Anfitrião | Local da final | Vencedora                                        | Segundo lugar                                    | Terceiro lugar                                   | Candidatas | Ref    |
| ------ | ---- | --------- | -------------- | ------------------------------------------------ | ------------------------------------------------ | ------------------------------------------------ | ---------- | ------ |
| 61.º   | 2023 | Japão     | Tóquio         | Venezuela Andrea Rubio                           | Colômbia Sofia Osío                              | Peru Camila Díaz                                 | 70         | [ 7 ]  |
| 60⁰    | 2022 | Japão     | Tóquio         | Alemanha · Jasmin Selberg                        | Cabo Verde · Stephany Amado                      | Peru · Tatiana Calmell                           | 66         |        |
| —      | 2021 | —         | —              | Não houve concurso devido à Pandemia de COVID-19 | Não houve concurso devido à Pandemia de COVID-19 | Não houve concurso devido à Pandemia de COVID-19 | —          | [ 8 ]  |
| —      | 2022 | —         | —              | Não houve concurso devido à Pandemia de COVID-19 | Não houve concurso devido à Pandemia de COVID-19 | Não houve concurso devido à Pandemia de COVID-19 | —          | [ 8 ]  |
| 59.ª   | 2019 | Japão     | Tóquio         | Tailândia Sireethorn Leeramwat                   | México Andrea Toscano                            | Uganda Evelyn Karonde                            | 82         | [ 9 ]  |
| 58.ª   | 2018 | Japão     | Tóquio         | Venezuela Mariem Velazco                         | Filipinas Ahtisa Manalo                          | África do Sul Reabetswe Sechoaro                 | 77         | [ 10 ] |
| 57.ª   | 2017 | Japão     | Tóquio         | Indonésia Kevin Lilliana                         | Curaçao Chanelle de Lau                          | Venezuela Diana Croce                            | 69         | [ 11 ] |

## Títulos por país
| País           | Vitórias | Títulos                                              |
| -------------- | -------- | ---------------------------------------------------- |
| Venezuela      | 9        | 1985, 1997, 2000, 2003, 2006, 2010, 2015, 2018, 2023 |
| Filipinas      | 6        | 1964, 1970, 1979, 2005, 2013, 2016                   |
| Espanha        | 3        | 1977, 1990, 2008                                     |
| Colômbia       | 3        | 1960, 1999, 2004                                     |
| Polônia        | 3        | 1991, 1993, 2001                                     |
| Austrália      | 3        | 1962, 1981, 1992                                     |
| Reino Unido    | 3        | 1969, 1972, 1986                                     |
| Alemanha       | 3        | 1965, 1989, 2022                                     |
| Estados Unidos | 3        | 1974, 1978, 1982                                     |
| Porto Rico     | 2        | 1987, 2014                                           |
| México         | 2        | 2007, 2009                                           |
| Noruega        | 2        | 1988, 1995                                           |
| Costa Rica     | 2        | 1980, 1983                                           |
| Tailândia      | 1        | 2019                                                 |
| Indonésia      | 1        | 2017                                                 |
| Japão          | 1        | 2012                                                 |
| Equador        | 1        | 2011                                                 |
| Líbano         | 1        | 2002                                                 |
| Panamá         | 1        | 1998                                                 |
| Portugal       | 1        | 1996                                                 |
| Grécia         | 1        | 1994                                                 |
| Guatemala      | 1        | 1984                                                 |
| França         | 1        | 1976                                                 |
| Iugoslávia     | 1        | 1975                                                 |
| Finlândia      | 1        | 1973                                                 |
| Nova Zelândia  | 1        | 1971                                                 |
| Brasil         | 1        | 1968                                                 |
| Argentina      | 1        | 1967                                                 |
| Islândia       | 1        | 1963                                                 |
| Países Baixos  | 1        | 1961                                                 |

### Títulos por Continente
| Continente | Vitórias | Último título      |
| ---------- | -------- | ------------------ |
| Américas   | 26       | (2023) - Venezuela |
| Europa     | 21       | (2022) - Alemanha  |
| Ásia       | 10       | (2019) - Tailândia |
| Oceania    | 4        | (1992) - Austrália |
| África     | 0        |                    |